# Nélson Fernandes
Nélson Fernandes (* 3. srpna 1946 Funchal) je bývalý portugalský fotbalista a záložník.

## Fotbalová kariéra
Hrál v portugalské lize za Varzim SC, Benfiku Lisabon, Sporting Lisabon, CS Marítimo a Portimonense SC, nastoupil ve 297 ligových utkáních a dohromady dal 100 gólů. Dvakrát vyhrál portugalskou ligu s Benficou Lisabon a dvakrát se Sportingem CP, portugalský fotbalový pohár vyhrál se Sportingem třikrál. 
Aktivní kariéru zakončil v nižších soutěžích v týmech SC Salgueiros, FC Tirsense, SC Vianense a Leça FC. V Poháru mistrů evropských zemí nastoupil v 8 utkáních a dal 2 góly, v Poháru vítězů pohárů nastoupil ve 13 utkáních a dal 1 gól, v Poháru UEFA nastoupil ve 4 utkáních a ve Veletržním poháru nastoupil v 6 utkáních. Za portugalskou reprezentaci nastoupil v letech 1969-1970 ve 3 utkáních.

## Ligová bilance
| Ročník                        | Zápasy | Góly | Klub             |
| ----------------------------- | ------ | ---- | ---------------- |
| 1. portugalská liga 1964/1965 | 24     | 11   | Varzim SC        |
| 1. portugalská liga 1965/1966 | 12     | 4    | Benfica Lisabon  |
| 1. portugalská liga 1966/1967 | 12     | 5    | Benfica Lisabon  |
| 1. portugalská liga 1967/1968 | 4      | 0    | Benfica Lisabon  |
| 1. portugalská liga 1968/1969 | 22     | 6    | Varzim SC        |
| 1. portugalská liga 1969/1970 | 26     | 17   | Sporting Lisabon |
| 1. portugalská liga 1970/1971 | 26     | 7    | Sporting Lisabon |
| 1. portugalská liga 1971/1972 | 28     | 5    | Sporting Lisabon |
| 1. portugalská liga 1972/1973 | 30     | 18   | Sporting Lisabon |
| 1. portugalská liga 1973/1974 | 30     | 11   | Sporting Lisabon |
| 1. portugalská liga 1974/1975 | 28     | 10   | Sporting Lisabon |
| 1. portugalská liga 1975/1976 | 27     | 4    | Sporting Lisabon |
| 2. portugalská liga 1976/1977 | -      | -    | CS Marítimo      |
| 1. portugalská liga 1977/1978 | 19     | 1    | CS Marítimo      |
| 2. portugalská liga 1978/1979 | -      | -    | Portimonense SC  |
| 1. portugalská liga 1979/1980 | 9      | 1    | Portimonense SC  |
| 2. portugalská liga 1980/1981 | 30     | 8    | SC Salgueiros    |
| 2. portugalská liga 1981/1982 | 17     | 6    | SC Salgueiros    |
| CELKEM 1. portugalská liga    | 297    | 100  |                  |